# 金正恩版小苹果
《金正恩版小苹果》（又被网友戏称为《三胖版小苹果》）是一段由腾讯网友（新浪微博名“傻根恶搞”）上传到腾讯视频的恶搞视频，视频发布后在社交网站被大量转载，人气高涨。

## 视频内容
金正恩版小苹果在腾讯视频上的在线播放的次数已超7000万次。該影片也被转载到Youtube上，同樣蹿红，全球播放次數達380万次。
视频內容包括朝鲜领导人金正恩跳舞、跑步、踢足球、被打、被枪击、被火箭戳到屁股、在电脑摄像头前赤裸身体、男扮女装、骑猪等带有人身攻击意味的搞笑镜头，并配上当时的当红网络音乐《小苹果》。
此外，视频中被恶搞的人物还包括金正恩之父金正日和祖父金日成，美國總統奥巴马、俄羅斯總統普丁、聯合國秘書長潘基文，日本首相安倍晉三，以及中国领导人习近平（习近平在另一个流传相对不广的版本）。

## 影响
该视频激怒了朝鲜政府，并要求中华人民共和国政府將其删除。中华人民共和国外交部未对此作出回应。视频的影响随后迅速扩大，甚至引发国际媒体的报道。
南韩的《朝鲜日报》认为該视频「是對金正恩的諷刺」，并引述消息人士的话称，朝鲜对外官员表示該视频「严重危及金正恩的尊严和权威」。
美国赫芬顿邮报报道称，针对朝鲜要求中国删除视频的行为，“中国政府也无能为力，因为视频已經在互联网传播开来，不可能被徹底刪除。金正恩似乎不知道互聯網世界的一條法則：‘你越恨它，它反而傳播得越快。’”
德国明鏡报道称朝鲜当局正極力遏制該视频在网络中的传播，朝鲜“最高领袖”金正恩在视频中被扮为一个舞者，有时是一个战士。该视频在中国和南韩網路爆紅，其在南韩视频网站的标题则是：“一段讽刺朝鲜的视频，金正恩被激怒了，哈哈。”
英国BBC报道称，該视频的发布者在新浪微博上的粉丝数已经超過了190,000人。一名在英国留学的中国学生表示，金正恩在许多中国人眼中是一个“又强又厉害的人”，而这与中国官方的主旋律宣传相符合。
目前，视频制作者的新浪微博“傻根恶搞”已被封停，此视频亦无法在中国大陆观看，不過仍有中國博主在海外上傳此片。